# Hannelore Telloke
Hannelore Telloke (* 26. März 1940 in Breslau; † 14. Oktober 2019 in Lübeck) war eine deutsche Theaterschauspielerin.

## Leben
Hannelore Telloke wuchs im Ost-Teil Berlins auf und besuchte die Filmhochschule Babelsberg. Sie war von 1963 bis 1966 Ensemblemitglied am Theater Plauen, danach war sie als Gastschauspielerin u. a. am Landestheater Dessau tätig. 1982 übersiedelte sie in die Bundesrepublik Deutschland.
Ab der Spielzeit 1982/83 war sie bis zur Spielzeit 2004/05 Ensemblemitglied am Theater Lübeck, wo sie danach auch weiterhin als Gast auftrat. Zu ihren Hauptrollen in den Spätjahren ihrer Karriere gehörte die Claire Zachanassian in der Dürrenmatt-Tragikomödie Der Besuch der alten Dame. 2005 spielte sie neben Dagmar Laurens in dem musikalischen Liederabend Sekretärinnen von Franz Wittenbrink.
Für die DEFA und das Fernsehen der DDR stand Telloke auch für einige Filmrollen vor der Kamera, u. a. für die Stacheltier-Reihe und die Krimiproduktionen Polizeiruf 110 und Der Staatsanwalt hat das Wort.
Neben ihrer Tätigkeit als Schauspielerin war sie beim NDR als Nachrichtensprecherin im Rundfunk tätig. Gelegentlich arbeitete sie auch als Hörspielsprecherin. Telloke starb im Alter von 79 Jahren in Lübeck.

## Filmografie (Auswahl)
- 1962: Das Stacheltier – Der Fluch der bösen Tat (Kurzfilmreihe)
- 1963: Koffer mit Dynamit (Praha nultá hodina)
- 1972: Laut und leise ist die Liebe
- 1973; 1980: Der Staatsanwalt hat das Wort (Fernsehreihe)
- 1977: Polizeiruf 110: Die Abrechnung (Fernsehreihe)
- 1976: Heute Ruhetag! (Theateraufzeichnung/Fernsehen)
- 1977: Zur See: Zwei Briefe (Fernsehserie, eine Folge)
- 1977: Polizeiruf 110: Die Abrechnung (Fernsehreihe)
- 1978: Sabine Wulff
- 1980: Der Preis (Fernsehspiel)